# Russische Poolbillard-Meisterschaft 2007
Die russische Poolbillard-Meisterschaft 2007 war ein Poolbillardturnier, das vom 20. bis 22. November 2007 in der russischen Hauptstadt Moskau ausgetragen wurde. Ermittelt wurden die nationalen Meister in den Disziplinen 8-Ball, 9-Ball und 14/1 endlos.
Erfolgreichster Spieler war Konstantin Solotilow, der in den Disziplinen 14/1 endlos und 8-Ball Russischer Meister wurde und beim 9-Ball-Wettbewerb das Halbfinale erreichte. Bei den Damen war Olga Lewina mit einem Meistertitel und zwei Bronzemedaillen am erfolgreichsten.

## Medaillengewinner
| Wettbewerb           | Gold                 | Silber                  | Bronze               |
| -------------------- | -------------------- | ----------------------- | -------------------- |
| Herren – 14/1 endlos | Konstantin Solotilow | Konstantin Stepanow     | Alexander Kusnezow   |
| Herren – 14/1 endlos | Konstantin Solotilow | Konstantin Stepanow     | Leonid Michailow     |
| Herren – 8-Ball      | Konstantin Solotilow | Ruslan Tschinachow      | Roman Prutschai      |
| Herren – 8-Ball      | Konstantin Solotilow | Ruslan Tschinachow      | Leonid Michailow     |
| Herren – 9-Ball      | Konstantin Stepanow  | Igor Jerdjakow          | Konstantin Solotilow |
| Herren – 9-Ball      | Konstantin Stepanow  | Igor Jerdjakow          | Jegor Plischkin      |
| Damen – 14/1 endlos  | Darja Sirotina       | Rosa Ryschikowa         | Irina Gorbataja      |
| Damen – 14/1 endlos  | Darja Sirotina       | Rosa Ryschikowa         | Olga Lewina          |
| Damen – 8-Ball       | Olga Lewina          | Oksana Gordeljan        | Rosa Ryschikowa      |
| Damen – 8-Ball       | Olga Lewina          | Oksana Gordeljan        | Darja Sirotina       |
| Damen – 9-Ball       | Irina Gorbataja      | Anastassija Netschajewa | Jelena Sapon         |
| Damen – 9-Ball       | Irina Gorbataja      | Anastassija Netschajewa | Olga Lewina          |